# キリスト教と他宗教との関係

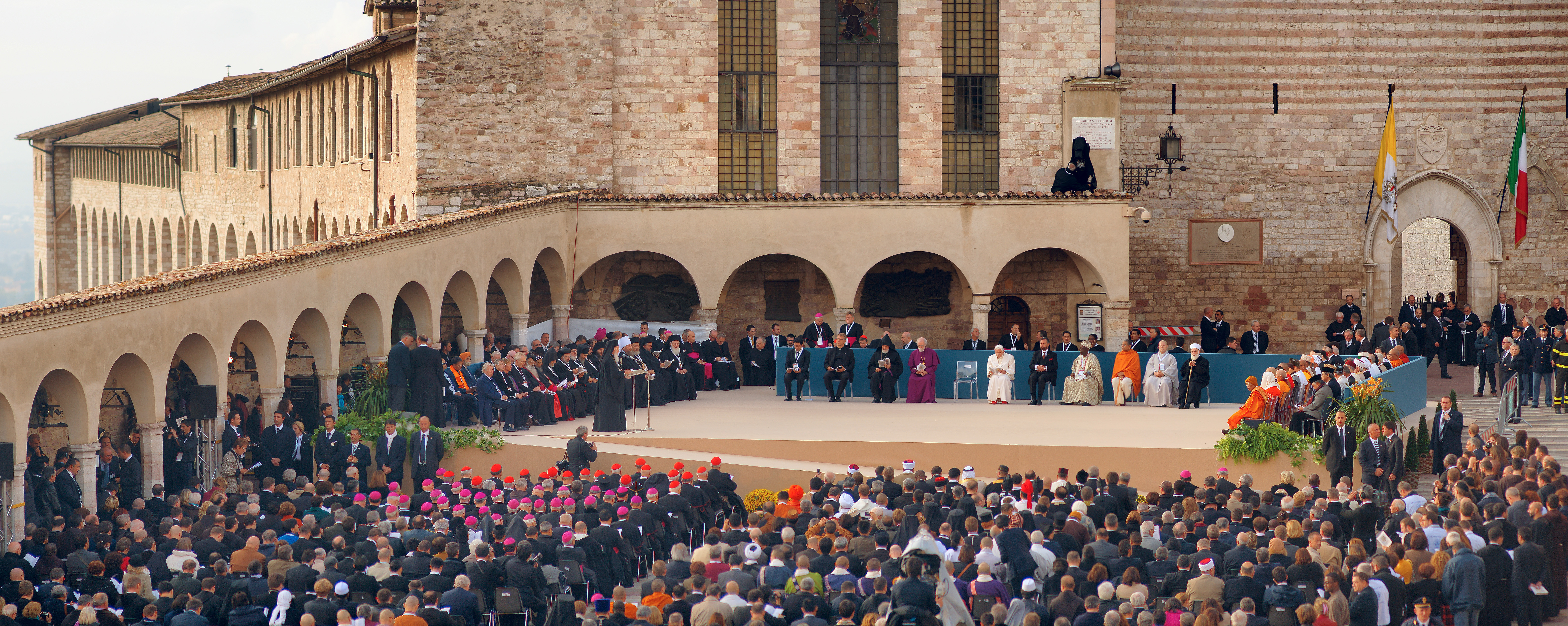

本項ではキリスト教と他宗教の関係について扱う。

## ユダヤ教・イスラム教との関係
キリスト教、ユダヤ教、イスラム教（イスラーム）は類縁関係を強調されることがある。唯一神信仰を持ち、聖典の一部を共有しているからである。
キリスト教はユダヤ教の一宗派として誕生している。『福音書』や『使徒言行録』に描かれているとおり、ナザレのイエス自身もその弟子達も皆がユダヤ人でユダヤ教徒であり、エルサレム神殿で礼拝を行い、その宣教活動も主にユダヤ人を対象としたものだった。当時のユダヤ教には多くの立場が存在し、神殿祭儀を中心にしていたサドカイ派、禁欲主義のエッセネ派、在俗の律法主義を担ったパリサイ派などが活動しており、イエスの信奉者達の集団もそうした一宗派と見なされた。今日、彼らはパリサイ派のヒレル学派と似た立場にあったと考えられているが、それはキリスト教の特徴とされる博愛と慈愛の強調や、ナザレのイエスが示した律法の尊重はヒレル学派の特徴でもあったからである。とはいえ、イエスの死後のかなり早い時期にステファノがエルサレムで論争の末に殺害されたことなど、ユダヤ教主流派とイエス信奉者たちとの軋轢は存在した。正統的なユダヤ教の教義からは、ナザレのイエスという男が神の子であったというイエス信奉者たちの見解は容認しがたいものだったのである。
1世紀頃のローマ帝国内におけるユダヤ人は、全人口の1割程度を占めていたという推定があるほどに、ユダヤ属州外でもユダヤ人は勢力を誇っていた。そして、ユダヤ教の信仰生活に興味を示してユダヤ教に改宗する異邦人も多かっただろうとされている。しかし、こうした異邦人への宣教活動はキリスト教で盛んとなり、ユダヤ教をはるかに上回る異邦人改宗者をキリスト教は獲得することになる。『使徒言行録』に記されたように、キリスト教は改宗者への割礼を強制しなくなり、厳しい食物規制も緩め、それがギリシャ語圏の人間も改宗しやすくさせたものと考えられている。
そしてユダヤ教は神殿崩壊後の1世紀末にヨハナン・ベン・ザッカイの指導の下、神殿中心の体制を放棄して各地のシナゴーグを中心としたコミュニティに重きを置く体制に移行し、世界宗教への指向を放棄して民族主義宗教の中に戻っていった。こうしたユダヤ教再編の中で80年代にはキリスト教はユダヤ教から正式に閉め出され、またキリスト教側もユダヤ人からの入信者が激減して異邦人入信者が多数を占めることで、ユダヤ教から離脱していくのである。また、ヘレニズム思想と最終的に折り合うことができなかったユダヤ教とは異なり、キリスト教はそれに成功してローマ・ヘレニズム文化の中で独自の思想を発展させた。ユダヤ教の聖典はそのままキリスト教にも用いられて『旧約聖書』となり、ユダヤ教の典礼や習慣の多くがそのままキリスト教に引き継がれたが、キリスト教の教父たちはユダヤ人たちがキリストを十字架刑に追いやったとしてユダヤ人を厳しく糾弾し、これがキリスト教社会におけるユダヤ人差別を準備することになる。
イスラームはユダヤ教やキリスト教の影響を受けて成立した。イスラームはこの2つの先行宗教を共通の始祖アブラハムを戴くアブラハムの宗教であり、信徒は唯一神から啓示を受けて聖典を授かった啓典の民であるとして、根本的にはイスラームと異ならないものとしていた。イスラームによれば、モーセなどの旧約の預言者も、イエスもアッラーフの預言者なのである。そして、アッラーフはユダヤ人やキリスト教徒に対してそれぞれに『聖書』を与え、アラビア人には『クルアーン』が与えられたのだとしている。
しかし、ムハンマドが口述する『クルアーン』にはユダヤ教とキリスト教に関する誤解が多く含まれており、メディナのユダヤ教徒はこれを嘲笑したという。政治的にもユダヤ教とイスラームは対立するようになり、624年にはそれまでエルサレムに向かって行っていた礼拝（キブラ）がメッカに向かって行われ始め、ユダヤ教から独立した宗教を形成していくことになる。続いて、イスラームはキリスト教とも対立関係に入り、それ以降に口述された『クルアーン』にはユダヤ教とキリスト教に対する罵倒が頻繁に登場するようになる。
この後の長い歴史の中でキリスト教やイスラームはユダヤ教を差別し、キリスト教とイスラームも激しい敵対を繰り返した。現代の政治や社会問題にも、これらの宗教間対立は暗い影を落としている。

## ミトラ教との関係
西方ミトラ教はローマ帝国で兵士を中心に流行したペルシャ系の密儀宗教であり、3～4世紀頃にはやはり帝国内で流行していたキリスト教と激しく競合した。ミトラ教は、アケメネス朝ペルシャのオリエント征服と共に帝国内で広がったゾロアスター教などのペルシャ系の宗教を土台にして、セム系などのオリエント諸宗教が混宗して出来た宗教と考えられているが、その成立過程についてはよく分かっていない。
セム系のユダヤ教を母体としながら、やはり同時期のオリエント諸宗教の要素を取り込んで成立したキリスト教は、結果としてミトラ教と共通する要素が多々ある。これは古くから指摘されており、秘密の集会、教団内の堅いメンバーシップ、洗礼、堅信礼、日曜日の神聖視、12月25日を祝日とすること、厳格な道徳律、禁欲と純潔の重視、無欲と自戒の指導、天と地獄の概念、歴史の始まりにあった大洪水、原初の啓示、霊魂の不滅、来世の報い、最後の審判と死者の復活を信じることなど、両者の共通項は多岐にわたっている。このために、少なくともキリスト教側はミトラ教の儀式を「悪魔的な模倣」と呼んで非難したし、文献は残っていないがミトラ教側もキリスト教を非難しただろうと考えられている。これらの共通性は、両者の発祥の地となったオリエントでの同時代性をまず考えるべきであるし、どちらがどちらに影響したということは資料が少なすぎてほとんど分かっていない。少なくとも朝昼晩の一日三回祈る習慣や、冬至（当時は12月25日）を祝日とすることを、ミトラ教からキリスト教が真似たことは確からしい。
この二つの宗教の対立がピークに達するのは4世紀のことであり、コンスタンティヌス1世 (306 - 337) のときにキリスト教が公認され、ミトラ教に入信していたユリアヌス帝 (355 - 361) がそれを取り消し、それが次代でもういちど覆り、グラティアヌス帝 (375 - 383) が382年に出した勅令でミトラ教はもとよりすべての密儀宗教は禁止された。キリスト教の国教化とほぼ同時期にミトラ教は衰退したのである。

## マニ教との関係
マニ教は3世紀のバビロニアでマーニーによって創始された宗教であり、グノーシス主義、ユダヤ教、キリスト教、ゾロアスター教、仏教などを統合・混淆し、サーサーン朝ペルシアで栄えた。マニ教はペルシャ国外に広く伝播して成功した世界宗教でもある。ローマ帝国内ではシリアや北アフリカから入ってスペイン、ギリシャ、イタリアへと広がりキリスト教と衝突し、激しい論争が交わされた。ローマ帝国下でこの2宗教はときには同じようなものとみなされて同時に弾圧もされている。キリスト教神学の大成者であるアウグスティヌスも青年時代にはマニ教の信者（聴聞者）であったが、後にキリスト教に回心してマニ教を論難する書物を著した。マニ教のバックボーンとなるグノーシス主義はキリスト教神学の中では異端であり、マニ教が教えるアダムやイエスのグノーシス主義的解釈はキリスト教の教義としては受け入れられるものではなかったのである。キリスト教がローマ帝国で国教化されると、他の宗教と同様に西方のマニ教も衰退した。しかし、7世紀にアルメニアで栄えたパウロ派と、10世紀にブルガリアで栄えたボゴミル派は、マニ教のテーマの一部を復活させたものと見ることができる。